# 노라 제인 눈
노라제인 눈(Nora-Jane Noone, 1984년 3월 8일 ~ )은 아일랜드의 배우이다.

## 출연 작품

### 영화
- 12피트 (2017) - 브리 역

### 텔레비전
- 잭 테일러 (2010)